# O Louco

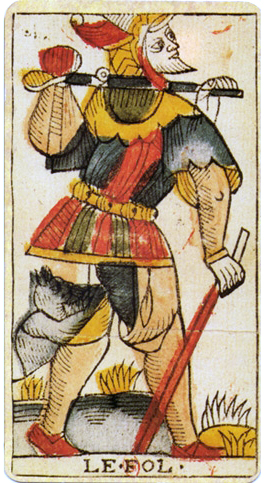
O Louco no Tarô de Marselha

O Louco é uma das 78 cartas de um baralho completo de tarot e o vigésimo segundo Arcano Maior, ou simplesmente o número 0, variando conforme cada baralho. Também pode ser rotulada com o algarismo romano XXII.

## Simbologia
Nos baralhos de tarot mais antigos, O Louco era geralmente representado como um pedinte ou um vadio. No Tarot de Marselha e em baralhos similares retrata uma pessoa barbuda vestindo o que poderia ser um chapéu de bobo da corte; ele também sempre carrega consigo uma trouxa pendurada em uma vara com seus pertences. Além do mais, parece estar sendo perseguido por um animal, podendo ser um cão ou um gato, que morde-lhe suas calças. 
No baralho de Rider-Waite e em outros baralhos feitos para a cartomancia, O Louco é apresentado como um jovem leve e solto, caminhando despreocupadamente à beira de um precipício. Ele também é retratado com um pequeno cão ao seu lado, que lhe morde o calcanhar. O Louco segura uma rosa branca (símbolo da liberdade dos desejos básicos) em uma mão, e na outra, uma pequena trouxa de pertences, o que representa o conjunto de conhecimentos inexplorados. 
Em baralhos de tarot franceses que não usam as tradicionais e emblemáticas imagens, O Louco é normalmente retratado como um bobo da corte ou bardo, o que lembra o curinga de um baralho de cartas comum.
Nos baralhos anteriores ao de Waite-Smith, O Louco é quase sempre não numerado. Há algumas exceções: alguns baralhos antigos rotulam a carta com a numeração "0", e outros possuem o algarismo romano "XXII". Tradicionalmente, os arcanos maiores das cartas de tarot são numerados em algarismos romanos. O louco é numerado com o zero, um dos algarismos arábicos.

## Interpretação
No Louco, tudo é leve e solto. Isto pode trazer inquietação e atividade, pode trazer mudanças àquilo que está estagnado. O cão tenta avisá-lo do precipício que tem à frente, mas parece que ele nem percebe, por estar distraído a olhar a borboleta, livre. Simboliza o desligamento da matéria, uma história a ser vivida, continuar vivendo a vida sabendo que algo surpreendente poderá acontecer e aceitar esse fato despreocupadamente. O acaso irá resolver tudo. Pode ser interpretado como despreocupação, curiosidade de experimentar coisas novas ou até mesmo um pouco de confusão. Também pode significar que o Louco partiu em busca de algo que procurava, como um desejo que de repente extravasa, uma busca que foi sufocada durante muito tempo. Geralmente o conselho é seguir a espontaneidade e estar aberto para tudo aquilo que a vida tem a lhe oferecer. Deve-se aceitar que você é um aprendiz da vida.
Em muitos sistemas esotéricos de interpretação, O Louco é  frequentemente interpretado como o protagonista de uma história, e os Arcanos Maiores representam o caminho que O Louco percorre através dos grandes mistérios da vida e dos principais arquétipos humanos. Esse caminho é tradicionalmente conhecido na cartomancia como "A Jornada do Louco", e é frequentemente usado para introduzir os significados das cartas dos Arcanos Maiores aos iniciantes.